# Guy Hocquenghem
Guy Hocquenghem (* 10. Dezember 1946 in Boulogne-Billancourt; † 28. August 1988 in Paris) war ein französischer Autor, Philosoph, Hochschullehrer und Aktivist der französischen Schwulenbewegung.

## Leben
Der Sohn des Mathematikers Alexis Hocquenghem lernte seinen lebenslangen Freund und wissenschaftlichen Partner René Schérer schon als Gymnasiast kennen – er war sein Philosophielehrer. Als Student der École normale supérieure nahm er an den französischen Protesten im Mai 68 teil und war in dieser Zeit kurzzeitig Mitglied der Kommunistischen Partei.
1971 trat er der Organisation Front Homosexuel d’Action Révolutionnaire (FHAR) bei, die ehemalige Mitglieder der Organisation Mouvement Homophile de France gegründet hatten. Nach der Entstehung der Universität Paris VIII unterrichtete er als Lehrbeauftragter dort gemeinsam mit Schérer Philosophie, ohne jedoch eine ordentliche Professur zu erhalten.
Hocquenghem verfasste mehrere Bücher; insbesondere thematisierte er das Thema Homosexualität und wurde zu einem der Vordenker der Queer-Theorie. Sein Buch Das homosexuelle Verlangen von 1972 gehörte international zu den ersten Werken dieser Theorie. Er war von 1975 bis 1982 als Journalist für die Zeitung Libération tätig. In seinen letzten Lebensjahren betätigte er sich hauptsächlich als Romancier.
Mit dem Filmregisseur Lionel Soukaz produzierte er 1979 den Dokumentarfilm Race d’Ep! über die Geschichte der Homosexualität.
Am 28. August 1988 verstarb Hocquenghem im Alter von 41 Jahren an den Folgen von AIDS.
Im Januar 2020 wurde im 14. Arrondissement von Paris in der Rue de Plaisance eine Gedenktafel zu Ehren Hocquenghems eingeweiht. Die Installation der Tafel war vom Stadtrat von Paris und anschließend vom Bezirksrat des 14. Arrondissements im Dezember 2019 beschlossen worden. Am 2. September 2020 wurde die Tafel wieder entfernt, nachdem Stadtverordnete der Partei Europe Écologie-Les Verts und feministische Aktivistinnen in der Folge der Affäre um den pädophilen Schriftsteller Gabriel Matzneff daran Anstoß genommen hatten. Hocquenghem wurde vorgeworfen, mit Matzneff befreundet gewesen zu sein und die Pädophilie verteidigt zu haben. Hocquenghems Biograph Antoine Idier verurteilte in einem ausführlichen, in einem Blog der Onlinezeitung Mediapart veröffentlichten Beitrag die Entfernung der Gedenktafel und wies die Vorwürfe gegen Hocquenghem als haltlos zurück.

## Werke von Hocquenghem (Auswahl)
- 1972: Le Désir Homosexuel. Editions Universitaires, Paris
  - Deutsche Ausgabe: Das homosexuelle Verlangen. Aus dem Französischen übersetzt von Burkhart Kroeber. Hanser, München 1974, ISBN 3-446-11865-9.
  - Deutsche Neuausgabe: Das homosexuelle Begehren. Aus dem Französischen von Lukas Betzler und Hauke Branding auf Basis der Erstübersetzung von Burkhart Kroeber. Edition Nautilus, Hamburg 2019, ISBN 978-3-96054-208-7.[5]
- 1974: L’Après-Mai des faunes
- 1976: Co-ire, album systématique de l'enfance (dt. Co-ire. Kindheitsmythen, München: Trikont, 1977) (mit René Schérer)
- 1976: Fin de section, Kurzgeschichten
- 1977: La Dérive homosexuelle
- 1979: La Beauté du métis
- 1980: Le Gay voyage : guide et regard homosexuels sur les grandes métropoles
- 1982: L’Amour en relief
- 1985: La Colère de l'agneau (dt. Der Zorn des Lammes, Frankfurt/M.: Ullstein, 1992)
- 1986:  L’Âme atomique : pour une esthétique d'ère nucléaire (mit René Schérer)
- 1986: Lettre ouverte à ceux qui sont passés du col Mao au Rotary
- 1987: Ève (dt. Eva, St. Gallen: Ed.Diá, 1991)
- 1988: Voyages et adventures extraordinaires du Frère Angelo
- 1994: L’Amphithéâtre des morts, Memoiren